# Eleocharis rzedowskii
Eleocharis rzedowskii är en halvgräsart som beskrevs av Maria del Socorro González Elizondo. Eleocharis rzedowskii ingår i släktet småsäv, och familjen halvgräs. Inga underarter finns listade i Catalogue of Life.